# Bahnhof South Ruislip

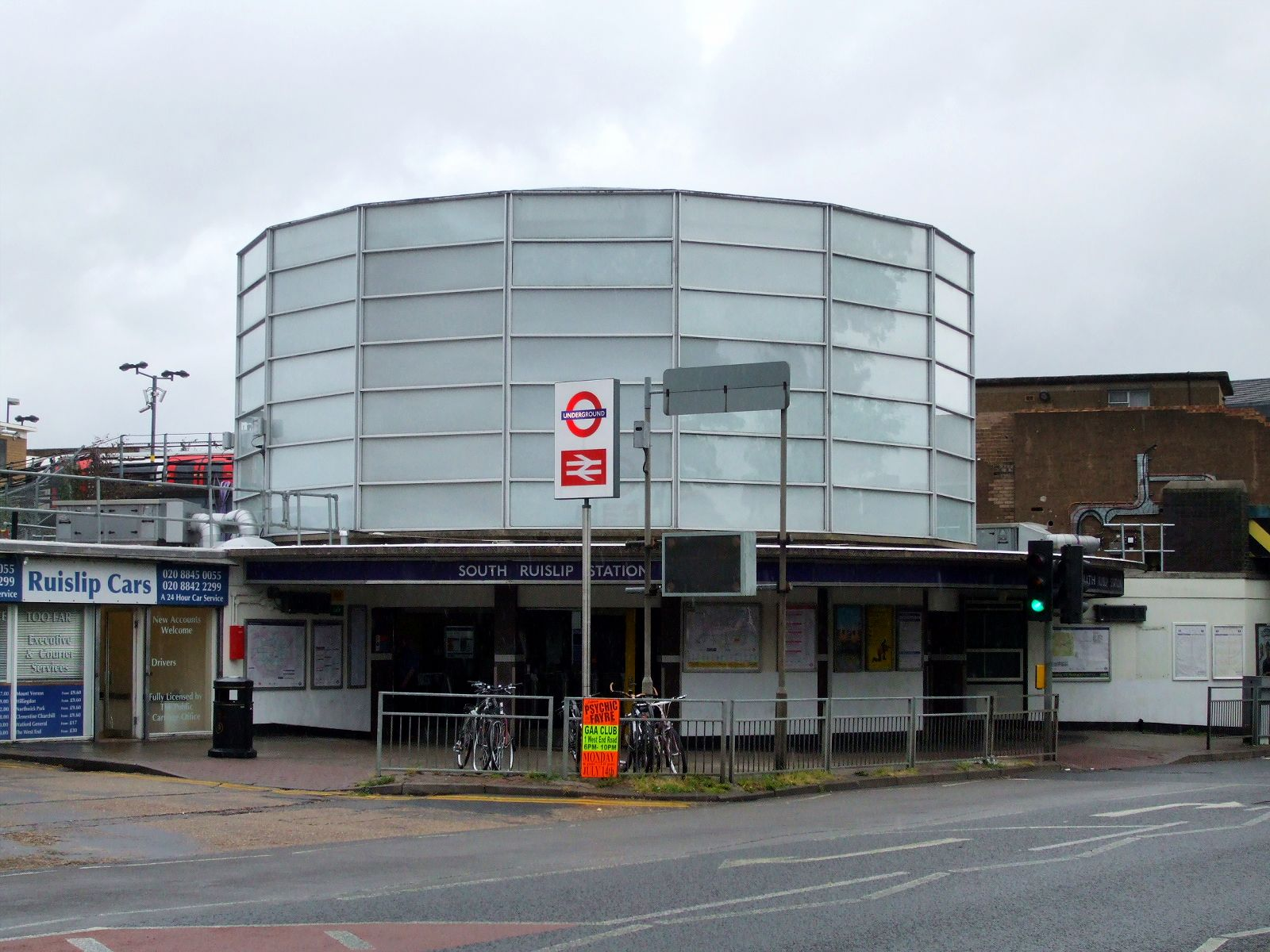
Stationsgebäude

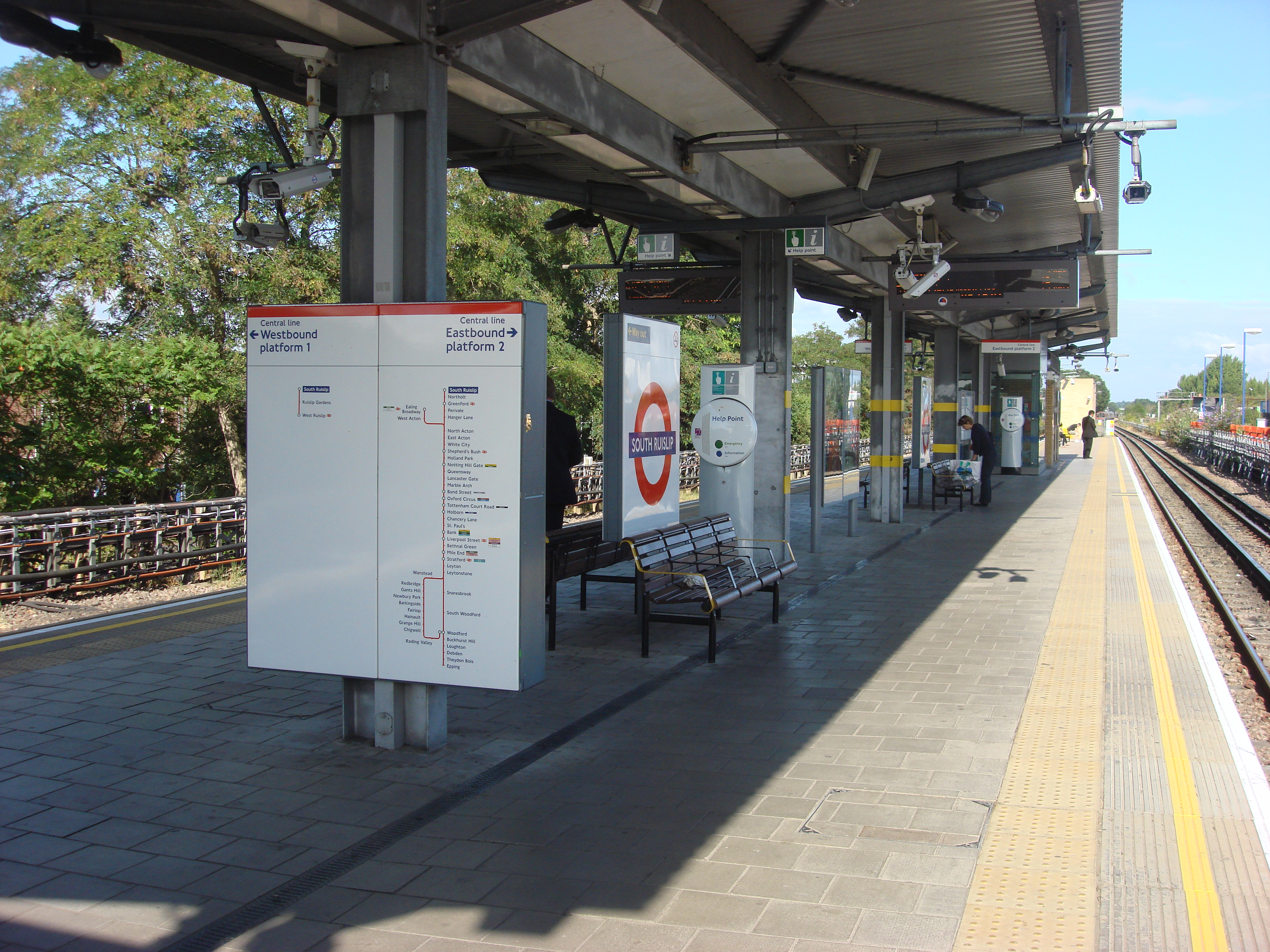
Bahnsteig

South Ruislip ist ein Bahnhof und im Stadtbezirk London Borough of Hillingdon. Er liegt in der Travelcard-Tarifzone 5 am Long Drive. Der Bahnhof wird einerseits von der Central Line der London Underground bedient, andererseits von Zügen der Bahngesellschaft Chiltern Railways, die vom Londoner Bahnhof Marylebone aus über High Wycombe nach Birmingham verkehren. Im Jahr 2013 nutzten 1,71 Millionen Fahrgäste den Bahnhof, hinzu kommen 0,143 Millionen Fahrgäste der Eisenbahn. Neben dem Bahnhof befindet sich eine Entsorgungsanlage, die einmal täglich von einem Müllzug beliefert wird.
1906 erbauten die Great Western Railway und die Great Central Railway gemeinsam die Great Western and Great Central Joint Railway (GW&GCJR), eine Eisenbahnstrecke in Richtung High Wycombe. Zwei Jahre später wurde der Haltepunkt Northolt Junction eröffnet, der ab 1932 South Ruislip & Northolt Junction hieß und 1942 den heutigen Namen erhielt. Im Rahmen des 1935 beschlossenen New Works Programme des London Passenger Transport Board wurde nach dem Ende des Zweiten Weltkriegs eine zusätzliche Doppelspur entlang der GW&GCJR verlegt, um den U-Bahn-Betrieb zwischen North Acton und West Ruislip zu ermöglichen. Die Central Line befuhr die Strecke ab dem 21. November 1948. Im Februar 2006 musste der Bahnhof für kurze Zeit geschlossen werden, nachdem die Infrastrukturgesellschaft Metronet bei Renovierungsarbeiten auf Asbest gestoßen war.